# Leopold Koželuh
Leopold (Antonín) Koželuh, conosciuto anche come Leopold Kozeluch o Leopold Kotzeluch (Velvary, 26 giugno 1747 – Vienna, 7 maggio 1818), è stato un compositore, pianista e editore musicale ceco.

## Biografia

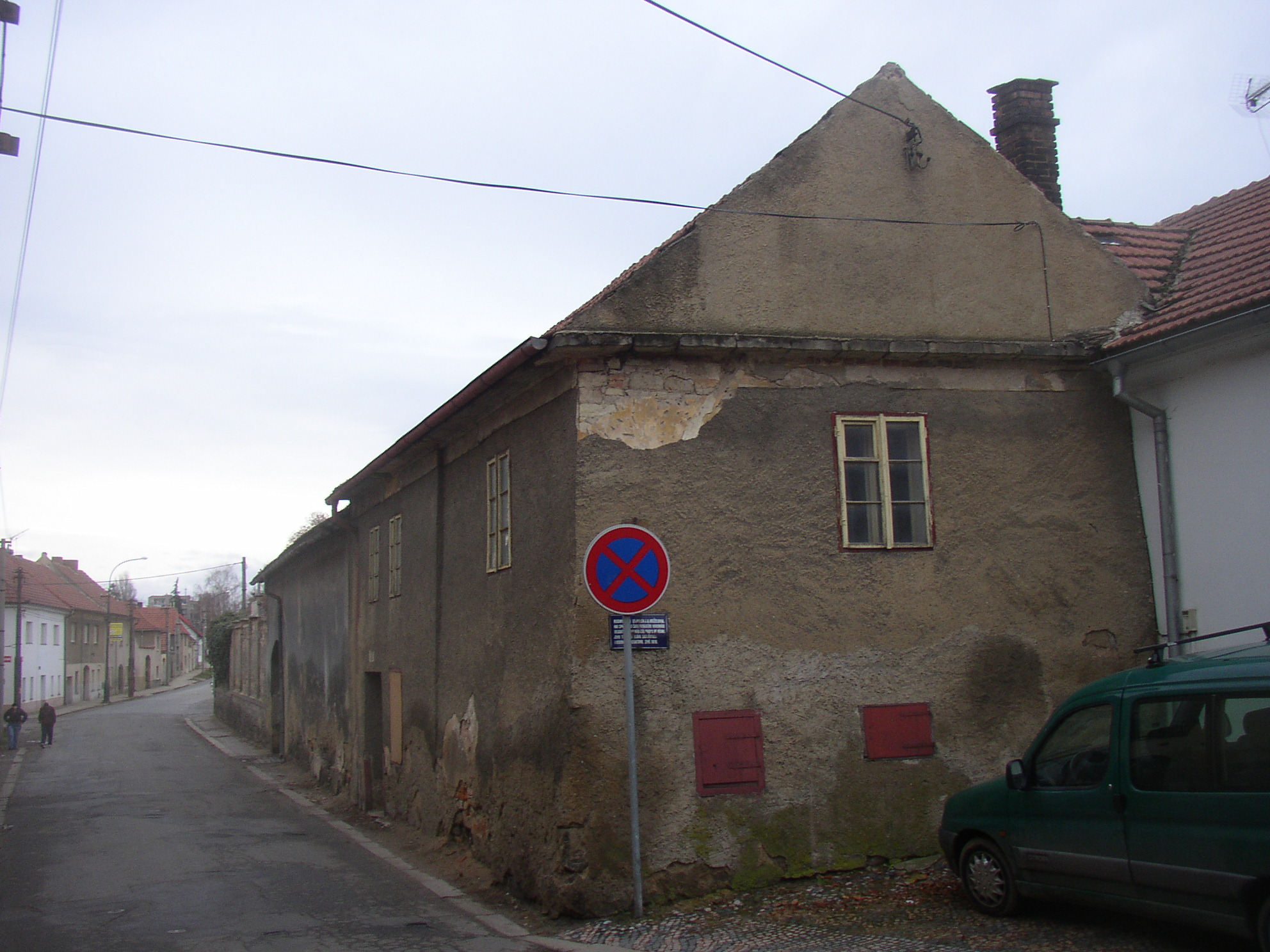
La casa di nascita di Leopold Koželuh a Velvary

Kozeluch era figlio del calzolaio Antonín Bartholomäus Koželuh. Il compositore Johann Antonin Kozeluch era suo cugino e per un certo periodo fu suo insegnante. Onde evitare confusione con suo cugino, essendo omonimi, egli decise di cambiare nome nel 1774. Tra gli insegnanti che ebbe negli anni '70 del Settecento si ricorda in particolare František Xaver Dušek.
Nel 1771 compose il suo primo lavoro, un balletto, per il Teatro Nazionale di Praga, e nella stagione successiva scrisse per questo palcoscenico ben 25 lavori. Nel 1778 si recò a Vienna, dove per un breve periodo fu un allievo di Johann Georg Albrechtsberger.
Successivamente, in breve tempo, Kozeluch riuscì ad affermarsi come acclamato fortepianista. La corte imperiale gli affidò la posizione precedentemente appartenuta a Georg Christoph Wagenseil di insegnante di musica dell'arciduchessa Elisabetta, la figlia di Maria Teresa d'Austria. Gli venne anche offerta la carica che ricopriva Mozart a Salisburgo e che lasciò nel 1781, ma rifiutò. Tuttavia, alcuni anni dopo, accettò la posizione di compositore di corte a Praga, che la morte di Mozart aveva lasciato vacante nel 1792.
Kozeluch inoltre entrò nella Massoneria intorno agli anni '90, e precisamente nella loggia di Vienna. Durante i suoi anni di attività vide i propri lavori apprezzati in tutta Europa. Ciò nonostante negli ultimi anni fu oggetto di svariate critiche, con le quali lo si accusava di essere un mero grafomane: commenti negativi sui suoi lavori da parte di Mozart e Beethoven sono tutt'oggi ancora ricordati. Tuttavia, pur essendo stato un autore molto prolifico, le sue migliori composizioni sono veramente poche e mostrano comunque i tratti evidenti di un linguaggio nettamente beethoveniano e schubertiano (questo è quantomeno il parere del celebre direttore Christopher Hogwood).
Il 7 maggio 1818 morì a Vienna di gotta.

## Lavori
Kozeluch è stato autore di circa 400 composizioni. Tra queste sono comprese 30 sinfonie, 22 concerti per fortepiano, compreso un concerto a quattro mani, due concerti per clarinetto, 24 sonate per violino, 63 trii per fortepiano, 6 quartetti per archi, due oratori, nove cantate e vari lavori liturgici. Tra la musica sono presenti anche alcune opere e balletti. Numerosi sono gli arrangiamenti di canzoni scozzesi che egli scrisse per George Thomson, un collezionista di Edimburgo, e che furono popolari nella sua epoca.
I suoi lavori sono stati catalogati usando la numerazione Postolka, basato sul lavoro effettuato dal musicologo Milan Poštolka.